# Robert Bayly
Robert Bayly (ur. 22 lutego 1988 w Dublinie) – irlandzki piłkarz występujący na pozycji ofensywnego pomocnika. Obecnie gra w Bohemian F.C.

## Kariera klubowa
Robert Bayly zawodową karierę rozpoczął w klubie ze swojego rodzinnego Dublina – Shelbourne. W 2006 przeniósł się do angielskiego Leeds United, w barwach którego zadebiutował 24 października tego samego roku w pojedynku z Southend United w ramach Pucharu Ligi Angielskiej. 26 października Bayly podpisał swój pierwszy profesjonalny kontrakt, a z klubem z Elland Road związał się na dwa lata. Oficjalny debiut w barwach „The Peacocks” Irlandczyk zaliczył w ostatnim meczu sezonu 2006/2007 przeciwko Derby County. W spotkaniu tym Bayly został ukarany czerwoną kartką za faul na Craigu Faganie.
W 2009 Bayly powrócił do Irlandii i został graczem Sportingu Fingal. Grał tam przez rok i zdobył Puchar kraju. Latem 2010 zawodnik podpisał kontrakt z Shamrock Rovers. W lutym 2011 został zawodnikiem Bohemian F.C.

## Kariera reprezentacyjna
Bayly ma za sobą występy w młodzieżowej reprezentacji Irlandii do lat 18.